# Johann von Goëss

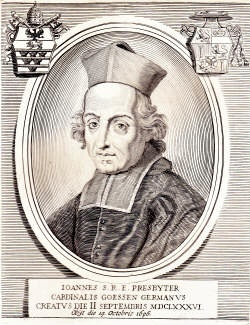
Kardinal Johann von Goëss

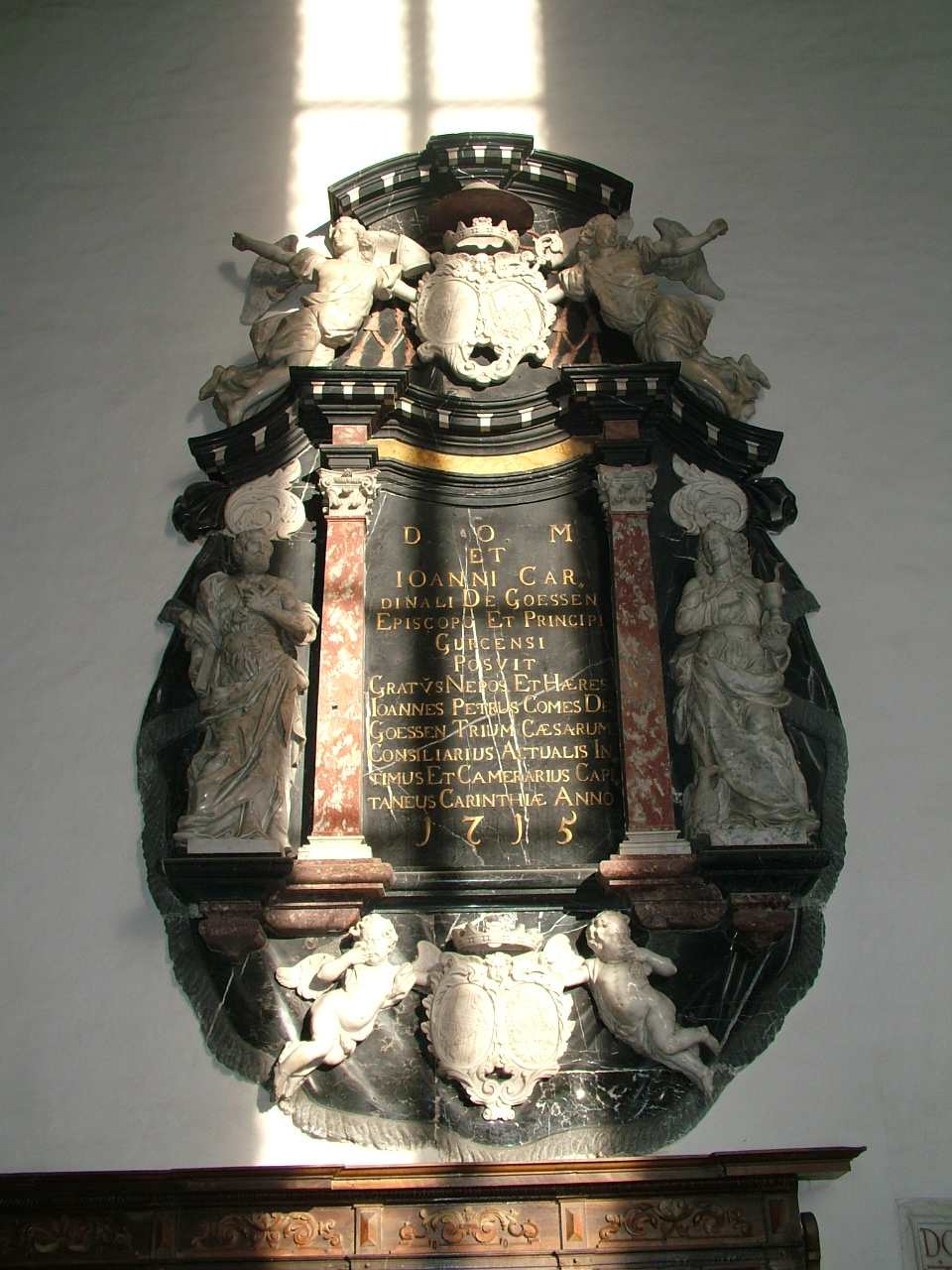
Epitaph für Kardinal Goëss in Straßburg

Johann Freiherr von Goëss (auch Johann von Goës und Johannes von Goes, ursprünglich Johann de Troch a Goëssen; * 10. Februar 1612 in Brüssel; † 19. Oktober 1696 in Rom) war als Johann VIII. Bischof von Gurk und Kardinal.

## Leben
Das Geschlecht des Johann von Goëss stammte aus den Niederlanden. Er wurde als Sohn des Offiziers Peter de Troch und der Franziska Goëssen in Brüssel geboren und studierte in Löwen. Er widmete sich zunächst der militärischen Laufbahn und wurde später Diplomat. 1638 kam er nach Rom und Neapel, Kaiser Ferdinand III. ernannte ihn 1639 zum Reichshofrat und er wurde mit wichtigen diplomatischen Sendungen betraut. Während des dänisch-schwedischen Krieges war er als kaiserlicher Abgesandter in Kopenhagen. Als die Türken 1663 zu einem neuen Kriegszug rüsteten, betraute ihn Kaiser Leopold I. mit der heiklen Aufgabe, mit Ali Pascha einen Ausgleich zu verhandeln, die Mission scheiterte jedoch. Auf der Rückreise nach Wien entging er nur knapp einem Mordanschlag. Seine Rettung soll in ihm den Entschluss geweckt haben, später in den geistlichen Stand einzutreten. In den darauffolgenden Jahren wurde er nach Berlin und Königsberg entsandt.
1675 kehrte er nach Wien zurück und am 30. Oktober 1675 bestimmte ihn Kaiser Leopold I. zum Bischof von Gurk. Da er noch keine Weihen empfangen hatte, bereitete er sich auf das Priesteramt vor und feierte am 13. Dezember 1675 bei den Jesuiten in Wien seine Primiz. 1676 wurde er in Wien zum Bischof geweiht. Mit seinem Domkapitel geriet der Bischof in längere Kontroversen um strittige Fragen der geistigen Jurisdiktion, die 1683 durch einen Ausgleich bereinigt wurden. In Angelegenheiten des Wiener Hofes reiste der Bischof mehrmals nach Rom. Im Konsistorium vom 2. September 1686 wurde er von Papst Innozenz XI. zum Kardinal erhoben und am 14. November d. J. als Kardinalpriester der Titelkirche San Pietro in Montorio installiert. Zweimal wohnte er einem Konklave bei, 1689 und 1691. Im zweiten Konklave verhinderte er die Wahl des für den Wiener Hof zu französisch gesinnten Gregorio Barbarigo. Goëss entfaltete auch eine ausgedehnte Bautätigkeit und baute Schloss Straßburg zu einem barocken Fürstensitz aus. Seine letzten Lebensjahre verbrachte der Kardinal in Rom, wo er auch starb und beigesetzt wurde. Sein Herz wurde in der Straßburger St. Nikolaikirche überführt.